# Emil Wedel

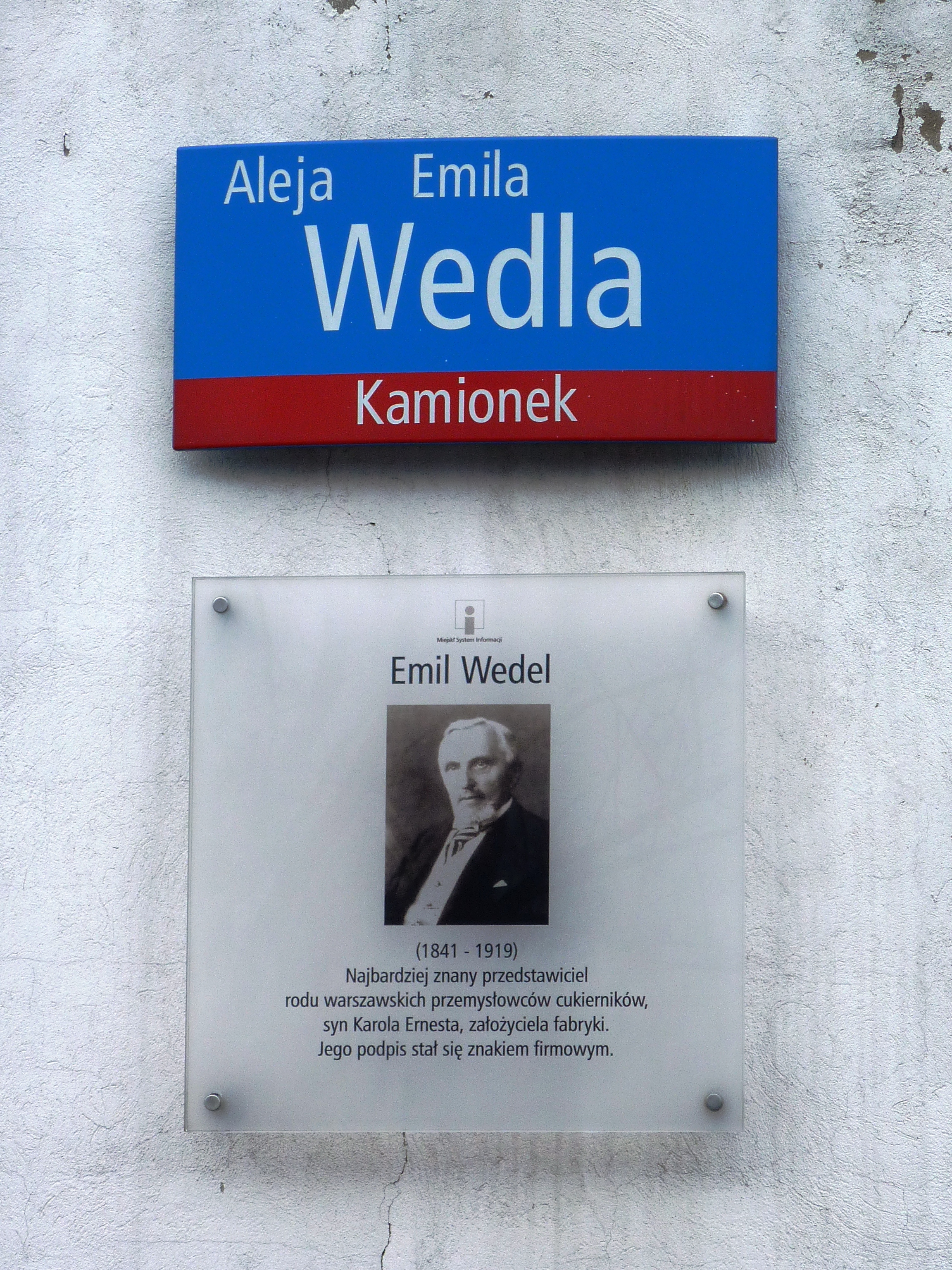
Pamiątkowa tablica przy alei Emila Wedla

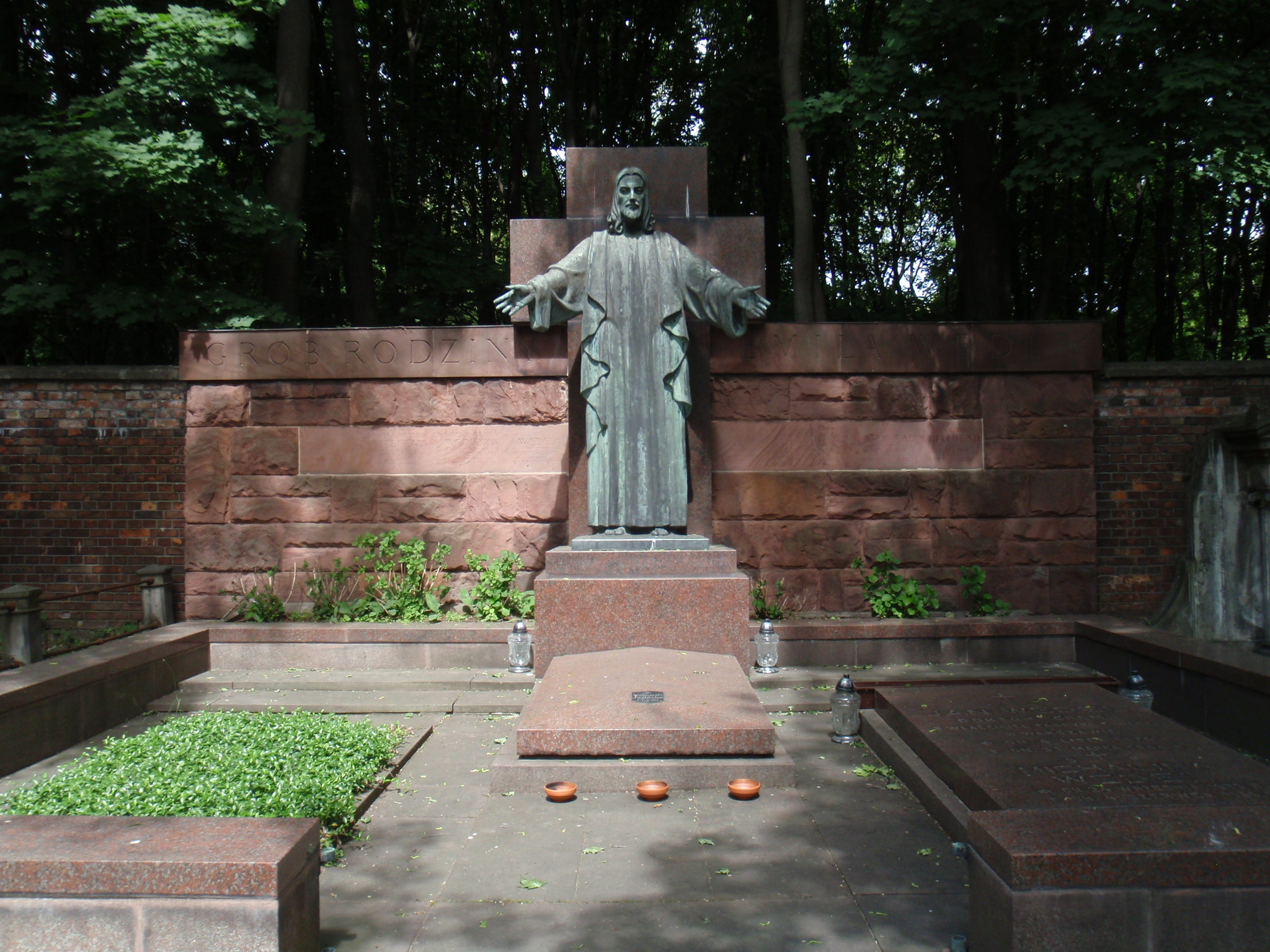
Grobowiec rodzinny Wedlów na cmentarzu ewangelicko-augsburskim w Warszawie

Emil Albert Fryderyk Wedel (ur. 15 czerwca 1841 w Berlinie, zm. 16 listopada 1919 w Warszawie) – przemysłowiec, syn Karola Wedla, założyciela fabryki słodyczy Wedel w Warszawie.

## Życiorys
Jego matką miała być Karolina Wisnowska, ale ożenek ojca notujemy dopiero w 1850 r., czyli 9 lat po narodzinach Emila. Dlatego bardziej prawdopodobne jest, że Emil był synem drugiej żony ojca, Johanne Charlotte Emilie Assmann. Ochrzczono go jako Alberta Fryderyka, imię Emil dodano później na pamiątkę zmarłej matki.
Odbył studia i praktyki w Niemczech, Szwajcarii, Anglii i Francji, które ukończył w 1865 r. W 1861 r. rozpoczął przejmowanie rodzinnego interesu, umieszczając na szyldach swoje imię.
W 1865 r. przeniósł produkcję do nowego zakładu przy ulicy Szpitalnej. Rozwinął zakład, unowocześnił produkcję i rozszerzył asortyment. Aby to osiągnąć, sprzedał cukiernię przy ulicy Miodowej w Warszawie cukiernikowi Janowi Wróblewskiemu i przeniósł przedsiębiorstwo do wybudowanej w 1893 r. oficyny kamienicy przy ul. Szpitalnej 8. Kamienicę w 1869 r. kupił od Karoliny Guzowskiej Karol Wedel. Tabliczki czekolady zaczęły być oznaczone faksymile E. Wedla, które stało się znakiem towarowym.
W 1908 r. partnerem spółki został jego syn Jan Wedel (1874–1960), a firma zmieniła nazwę na E. Wedel i Syn. Po jego śmierci zarząd przejęła Eugenia Wedel, a po jej śmierci syn Jan.
Angażował się w działalność społeczną. W 1872 r. wraz z innymi właścicielami warszawskich cukierni postulował powołanie Zgromadzenia Cukierników m.st. Warszawy. Założono je w 1892 r. Organizowało szkolenia zawodowe oraz inicjowało akcje patriotyczne. Wedel zaangażował się w działalność Warszawskiego Towarzystwa Higienicznego.
Uczestniczył w życiu ewangelicko-augusburskiej wspólnoty religijnej w Warszawie. Kilka razy brał udział w wyborach do kolegium parafii. Został do niego wybrany w 1901, 1904, 1907 i 1912 r. Do zboru ewangelickiego w Warszawie podarował dwa okna malowane przez niemieckich artystów.
Wraz z żoną prowadził działalność dobroczynną. W 1886 r. ufundował dzwon dla stacji misyjnej „Polonia” w Pretorii.
Inwestował w nieruchomości. W Warszawie kupił m.in. kamienice przy ul. Nowogrodzkiej 37, ul. Rybaki 12 (okolice dzisiejszego Multimedialnego Parku Fontann) i ul. Czerniakowskiej 8. W 1904 r. kupił folwark Wolimontowice w podwarszawskim Świdrze. W 1910 Wedlowie postawili tam willę.
W 1898 r. z kilkoma innymi przedsiębiorcami założył spółkę, która zbudowała fabrykę cementu we Wrzosowej koło Częstochowy.
Wraz z żoną wyjeżdżał na kuracje zdrowotne do dzisiejszego Sopotu.
Został pochowany na cmentarzu ewangelicko-augsburskim w Warszawie (aleja A, grób 31).
W 2004 r. został upamiętniony przez nadanie jego imienia alejce pieszej na tyłach fabryki na Kamionku.

## Życie prywatne
W dniu 9 sierpnia 1872 zawarł intercyzę z Eugenią z Böhmów (1853–1923), córką Eugeniusza i Augusty z Wisnowskich. Dzień później pastor Karol Gustaw Manitius udzielił im ślubu. Eugenia była siostrzenicą Karoliny, macochy Emila. W prezencie ślubnym Emil otrzymał od ojca rodzinne przedsiębiorstwo, ale proces przejęcia zakończono dopiero 6 lat później.
Emil i Eugenia mieli czworo dzieci: Jana Józefa (ur. 1874), Karola (1877–1881), Eleonorę Józefę (ur. 1884) i Zofię (ur. 1893).
Został wychowany w duchu polskim, uważał się za Polaka. Interesował się ogrodnictwem, którym zaraził go ojciec. W 1904 Towarzystwo Opieki nad Zwierzętami doceniło jego pomysł rozmieszczenia w ogrodzie w Świdrze gniazd dla ptaków.